# Deezer
 (transkr. Dizer) francuski je onlajn muzički striming servis. Omogućava korisnicima da slušaju muzički sadržaj od većine svetskih izdavačkih kuća, uključujući Sony Music, Universal Music Group i Warner Music Group — na raznim uređajima, onlajn i oflajn. Sadrži i mnogo otpremljenih pesama starih/istorijskih izvođača. Nastao je u Parizu (Francuska), a ima preko 53 miliona licenciranih numera (2019) u svojoj biblioteci, s preko 30.000 radijskih kanala, 14 miliona mesečno aktivnih korisnika i 6 miliona plaćenih pratilaca (april 2018). Servis je dosputan za veb, Android, iOS, Windows Mobile, BlackBerry OS i Windows, MacOS.

## Spoljašnje veze
- Zvanični veb-sajt